# Chadroniano
La edad Chadroniana, dentro de la cronología de la Edad mamífero de América del Norte, es la etapa de fauna de 38 000 000 a 33 900 000 años AP (un período de 4,1 millones de años). Por lo general, se considera que se encuentra dentro de la época del Eoceno[cita requerida]. El Chadroniano es precedido por el Duchesneano y seguido por el escenario Orelano.
El Chadroniano se puede dividir a su vez en las subetapas de:
- Chadroniano tardío/superior (comparte el límite superior). Fuente del límite inferior de la base del Priaboniense (aproximada)
- Chadroniano medio. Fuente del límite inferior y base del Priabonian (aproximado). Fuente del límite superior de la base del Orellan (aproximada).
- Chadroniano temprano/inferior (comparte el límite inferior). Fuente del límite superior: base de Orelano (aproximada).

## Tiempo geológico
El Chadroniano incluye un período de tiempo dentro del Priaboniense al Rupeliense del Eoceno tardío al Oligoceno temprano en la escala de tiempo geológico.
- Datos: Q5066495